# 吉镇
吉镇，是中华人民共和国陕西省榆林市绥德县下辖的一个乡镇级行政单位。

## 行政区划
吉镇下辖以下地区：
吉镇村、张家峰村、崖马沟村、王家坪村、上刘家沟村、柳湾村、马家渠村、狮子塄村、马家圪坨村、山柏树村、新刘家沟村、马家山村、冯家岔村、冯家沟村、楼沟村、新任家沟村、前郑家沟村和后郑家沟村。